# 1996년 전국체육대회
제77회 전국체육대회는 1996년 10월 7일부터 1996년 10월 13일까지 대한민국 강원도 일원에서 개최되었다.
1985년 제66회 전국체전 개최후 11년만에 개최되었으며, 대회마스코트(달곰이)가 최초로 채택되었다. 또한 최우수선수상 수여자의 명의가 변경되었다.
무서운 사실은 북한이 이 전국체육대회 개막식에서 연설을 하게 되어있는 김영삼 대통령을 암살하려고 시도했다. 그 사건이 바로 강릉지역 무장공비 침투사건이다.

## 개요
- 대회명칭 : 제77회 전국체육대회
- 개최기간 : 1996년 10월 7일 ~ 1996년 10월 13일
- 개최지 : 강원도 (주개최지 : 춘천시)
- 구호 : 굳센 체력, 알찬 단결, 빛나는 전진
- 참가인원 : 20,556명
- 종별 : 일반부, 대학부, 고등부
- 마스코트 : 달곰이

## 종목

### 정식종목
| - 검도 - 골프 - 궁도 - 근대5종 - 농구 - 럭비 - 레슬링 - 배구 - 배드민턴 - 보디빌딩 | - 복싱 - 볼링 - 사격 - 사이클 - 수영 (경영, 다이빙, 수구) - 승마 - 씨름 - 야구 - 양궁 - 역도 | - 요트 - 유도 - 육상 - 인라인롤러 - 정구 - 조정 - 체조 - 축구 - 카누 - 탁구 | - 태권도 - 테니스 - 펜싱 - 하키 - 핸드볼 |

### 시범종목
- 세팍타크로
- 소프트볼
- 우슈
- 수중